# Seeth
Seeth település Németországban, Schleswig-Holstein tartományban. Lakosainak száma 2105 fő (2023. december 31.).

## Népesség
A település népességének változása:
| Lakosok száma | 731  | 767  | 763  | 792  | 768  | 2105 |
|               | 1975 | 2017 | 2019 | 2021 | 2022 | 2023 |